# 山田宏臣
山田 宏臣（やまだ ひろおみ、1942年〈昭和17年〉3月4日 - 1981年〈昭和56年〉10月21日）は、日本の陸上競技選手。専門は走幅跳。1964年東京オリンピックと1968年メキシコシティーオリンピックに出場した。南部忠平が保持していた7メートル（m）98の日本記録を39年ぶりに更新して、日本人初の「8mジャンパー」となったことで知られる。
妻は宝塚歌劇団48期生の薫邦子。

## 来歴

### 生い立ち
愛媛県松山市小栗町の母の実家で生まれる。
当時、父はビルマ戦線に出征中で、母・母方の祖母・伯母により育てられる。母は缶詰工場の事務職を務め、伯母も職に就いていたことから、幼少期の山田は祖母になついたという。父は1946年夏に復員し、逓信省松山逓信局に勤務した。母は父の復員前から将来の進学を考えて厳しい教育を課したが、山田自身は勉強を好まず、母からの叱責にも謝らない我の強い性格だった。父の復員後に弟が二人生まれ、3人兄弟の長男となる。また省庁改編で父の勤務先は日本電信電話公社となり、1952年春に道後地区（上市）の社宅に転居した（隣家が刀匠の高橋貞次だったという）。通学した松山市立道後小学校では教頭の指導で学年別学級対抗リレーが毎月開かれており、クラスでの選抜レースで一等となり、リレー選手に選ばれる。これにより俊足であることが知られた。6年生時の学年リレーで山田のクラスが優勝を遂げ、その結果、同年の第8回国民体育大会の閉会式に挙行される松山市内小学校招待リレーに出場する道後小学校のメンバーに選ばれる。10月26日の本番で山田はアンカーとして走り、同級生の丸山忠行らとともに優勝メンバーとなった。丸山はのち1964年東京オリンピックのボクシング競技代表選手となり、長岡民男によると1964年東京大会日本選手団の中で「同じ小学校の、同じ学年の、同じクラス」だったケースは山田と丸山だけであるという。
しかし当時の山田はスポーツをやることには積極的ではなく、1954年に松山市立御幸中学校（現在は統合により松山市立東中学校）に進学しても部活動には所属しなかった。同年の1学期終了後に父が東京に転勤となり、一家で東京都渋谷区景丘町（現・恵比寿）にあった電電公社恵比寿アパートに転居した。山田は2学期から渋谷区立広尾中学校の生徒となった。転校時にクラスから笑われた伊予弁は親切な同級生の助けで克服したものの、学科は松山より進度が早かったこともあり、相変わらず身を入れなかった。そんな中で、クリスチャンだった母の影響により救世軍で受洗して日曜日には恵比寿の渋谷小隊に通っていた。都立高等学校普通科には成績面で厳しかったため、母が見つけた聖学院高等学校に進学する。

### 陸上競技選手へ
聖学院高等学校に入学直後、ホームルームの自己紹介で「小学生時に運動会で一等になった」と発言したところ、同じクラスの陸上部員（中学からの編入生）から強く勧誘を受けて入部する。特にやりたい種目のなかった山田はジョグやダッシュの練習に参加する程度で、陸上部自体厳しい練習をおこなうような雰囲気ではなく、5月の全国高等学校総合体育大会陸上競技大会（インターハイ）の予選に1500mに出るよう指示されて惨敗した。両親に無断での入部だったため、シューズは先輩の中古品をもらい、練習ではユニフォームではなく下着姿で走っていたという。その後、全部員が練習していた走高跳に興味を抱き、中距離走と兼務で取り組むようになる。2年生時に両親に部活動が発覚し、父の後押しもあって、勉強優先と考えていた母からも理解を得た。小さな大会の走高跳で優勝を重ねて自信を付けたものの（当時のベスト記録は1m75）、秋の東京都新人大会で1m92の高校新記録を出した同学年の杉岡邦由を直に目にして衝撃を受ける。

### 大学時代
山田は大学でも陸上競技を続けることを望み、東京教育大学を受験して体育実技の走高跳では自己ベストタイの1m75を記録したが、やはり筆記試験で不合格となった。浪人は、父の単身赴任先の名古屋に母と弟が移る話があって許されず、高校に募集照会のあった順天堂大学体育学部（当時千葉県習志野市に所在）に進学した。当時の順天堂大学陸上競技部は、戦後の設置ということもあり有力高校生が入ることも少なく、監督の帖佐寛章の厳しい指導で関東学生陸上競技対校選手権大会（関東インカレ）一部に昇格したとはいえ、二部降格の線上にあるような状況だった。寮生として入部した山田は「縦社会」の部活動に揉まれながら、まず走高跳の選手として新任コーチの大西暁志に指導を受けた。大西は、ロールオーバーで跳ぶ山田に当時最先端のベリーロールを教えたが、習得ははかどらなかった。そのうち帖佐からの指示で再び中距離走との掛け持ちとなる。しかし以前にも増して中距離走には身が入らず、帖佐からは「サボりの山田」の異名を付けられ、映画鑑賞や観劇などで余興のネタを仕込むのに熱中して「順天堂大学芸能部長」と呼ばれるようになった。
3年生になって山田は練習に本腰を入れ始める。その夏、名古屋が実家となっていた山田に帖佐は愛知学芸大学陸上部の練習に参加するよう命じた。練習では初日に全員に五種競技記録会（このときの種目は100m・110mハードル・走幅跳・走高跳・砲丸投）が義務づけられ、山田も実施した。「初めて」という走幅跳で最初の試技ではファウルになったものの踏み切り地点から7m20をいきなり記録し、2回目もファウルながら7m58の実測値だった。愛知学芸大学監督の竹内紳也は、その後の上京時、帖佐にこの事実を伝えた。ただし、その時点では帖佐は半信半疑で、その後の練習でも山田に転向は指示しなかった。
4年生を迎える山田は、帖佐ら指導者の話し合いでキャプテンに指名される。記録的に突出した選手がいない中、人柄と練習態度、次年度への期待感から選ばれたものだった。1963年4月1日、千葉陸上競技選手権大会で、ひそかにエントリーされていた走幅跳に公式戦で初めて挑み、6m87で優勝を遂げる。この結果を見てコーチの大西は山田を走幅跳に専念させた。6月8日の関東インターカレッジでは7m31を跳んで2位入賞を果たす。帖佐は朝隈善郎（1936年ベルリンオリンピック走高跳6位入賞）に山田を見てくれるように依頼し、朝隈は織田幹雄に話して日本陸上競技連盟による夏の跳躍選手合宿に山田を参加させた。合宿で山田を見た朝隈は「8mを跳べる選手」と惚れ込み、それを直接朝隈から聞いた山田も指導を願い出た。11月に日本陸連は翌年の東京オリンピックに向け「標準記録挑戦記録会」を九州で複数開催して山田も参加する。鹿児島市の鴨池競技場での記録会で7m67を記録して標準記録の7m60を上回り、オリンピック候補選手に指名された。
翌年1月、京都市に住む朝隈の下で初めて一週間の練習をすることになり、朝隈は知恩院にある大殿から法然御廟までの85段ある石段を練習場所に選んで、様々なメニューのトレーニングを課した。その後も山田はたびたび朝隈の元に通って練習することになる。

### 社会人時代
山田は就職先として日本放送協会を希望して父の伝手を頼んだ矢先に、当時陸上競技部を持っていた東京急行電鉄からのオファーを帖佐に告げられ、就職する。卒業前後の3月から4月にかけて山田は日本陸連からアメリカ合衆国での合宿に派遣され、大学の卒業式と東急の入社式はいずれも父が代理で出席した。東急では勤労部人事課に配属されたが、勤務は午前中だけで、社長の五島昇の配慮で必要ならいつでも朝隈のいる京都に行ってもよいという待遇だった。東急陸上部の監督は中・長距離走が専門の中村清だったが、中村も（同じ1936年ベルリンオリンピック代表の）朝隈と話して山田の指導について配慮を見せた。1964年東京オリンピックに向けて、山田は各地の競技会を転戦しては京都の朝隈のところに出向き、その合間に実家（大学4年時には父の再度の転勤で東京に戻っていた）に帰る生活だったが、コンスタントに標準記録越えを連発し、注目される選手となっていた。東京オリンピック本番では決勝に進んだものの、7m16の成績で6位入賞はならなかった。
東京オリンピック後の山田は、東急の新丸子グラウンドで他の部員と練習するようになったが、月に一度は京都に通って朝隈の指導を受けていた。山田はアメリカ遠征で出会ったサンノゼ州立大学のコーチ・バド・ウインターに指導を受けることを望み、五島昇の計らいで1965年3月に渡米のため東急航空に出向という形で東急を休職した。大学の新学期は9月のため、春は日本の競技会に出場し、5月8日の東京選手権で7m88の自己ベスト（当時日本歴代2位）を記録する。その後日本陸連のヨーロッパ遠征のメンバーに選ばれ、7月にフィンランドとソビエト連邦（現在はベラルーシとなっているミンスクで開催されたズナメンスキー兄弟記念大会）を転戦した。サンノゼ州立大学への留学は、英語や日本よりも厳しい学科への対応に加え、当初下宿も含めて生活の面倒を見ると言った身元保証人が突如下宿料を要求して出ざるを得なくなり、その後は生活費のためのアルバイトに時間を奪われる苦難に見舞われた。1966年9月の第50回日本陸上競技選手権大会は、悪天候も重なり7m66の凡記録でマスコミに非難されたが、同年12月のアジア競技大会（バンコク）の代表には選ばれ、走幅跳に優勝したほか、十種競技にも出場して3位となった。1967年4月に、留学を途中で切り上げる形で日本に帰国し、東急人事課に復籍した。同年のシーズンは7m70を超える記録をコンスタントに出し、9月の日本陸上競技選手権では7m87で圧勝したが、マスコミの論調は相変わらず厳しかった。山田は、10月にメキシコシティで開催されるプレオリンピックに8mの記録樹立をかけた。しかし競技場に採用されたタータントラックに慣れず、7m78の6位に終わった。1968年のシーズンは7m80台を3回記録し、5月の東京選手権では8m05がファウルに終わる場面もあった。2大会連続のオリンピック代表に選出された山田は、1968年メキシコシティーオリンピックで改めて8mに挑んだ。10月のオリンピック本番では前回に続いて決勝に進んだものの、決勝1回目の8m越えの跳躍がファウルとなり、2回目に7m93の自己ベストを出したのが最高で10位に終わった。
8m突破がならなかった山田は、帰国後に現役引退を朝隈に打ち明けたが、8m達成を強く説得されて現役を続行する。山田は従来以上に朝隈のところに通って練習に打ち込んだ。しかし1969年のシーズンが始まると7m50台よりも下の記録しか出なくなり、朝隈の指導方法に対して「非科学的」という批判も起きた。朝隈はそうした声をまったく歯牙にもかけず、「言いたいやつには言わせておけ」という態度だった。そのシーズンは欧州遠征中にストックホルムで出した7m77が最高だった。
1970年は織田記念陸上で7m93の自己ベストタイを出したものの、日本陸上競技選手権では前年に続いて大学後輩の小倉新司の後塵を拝した。この当時、朝隈ら周囲からは過度な練習がかえって記録を停滞させているのではと休養を取ることを勧められており、山田も「やけ」から日本選手権後には練習をサボタージュした。日本陸上競技選手権から8日後の6月7日、神奈川県小田原市の小田原市城山陸上競技場で行われた第10回実業団・学生対抗陸上競技大会に参加し、6回目の跳躍で8m01を記録した。1931年10月27日の「一般対学生競技会」（明治神宮外苑競技場）で南部忠平がマークした7m98（追い風0.5m）の日本記録（当時の世界記録でもあった）を39年ぶりに更新する日本新記録であった。朝隈は当日観戦しておらず、京都の自宅にある電話でこの快挙を伝えられ、電話口の山田とともに嗚咽を上げたという。表彰式では、日本初の8mジャンパーになった記念として、競技場の踏切板が小田原市長の中井一郎より本人に贈呈された。
同年夏の欧州遠征では7m97を記録したものの、長年の目標だった8mを跳んだことで気力は衰えて以後記録は低迷し、朝隈も「（8mを）昇り調子の時に若さにまかせてとんだんならいいが、二十八歳になってやっと跳んだんだから無理もない」という見方だった。1970年アジア競技大会（バンコク）の予選会では7m30を跳んだ後に左大腿の肉離れで棄権したが代表に選出され、10月の本番では7m52で小倉に次ぐ2位に終わる。1971年以降も成績は復調せず、1972年ミュンヘンオリンピックの選考会だった1972年6月の日本陸上競技選手権では参加標準記録の7m80には遠く及ばない7m24に終わり、一週間後の実業団・学生対抗陸上競技大会をもって引退することを表明した。2年前に日本記録を樹立したその大会で山田は7m67を跳んで優勝し、有終の美を飾る。一方、私生活では1971年に、メキシコのプレオリンピックの時に通訳として知り合った星野浩平を通じて浜畑賢吉と交友を持ち、1972年2月に星野・浜畑がお膳立てする形で宝塚歌劇団の薫邦子と見合をした。

### 現役引退後
引退から約半年後の1972年12月に山田は薫邦子と知恩院で、朝隈の媒酌により結婚式を挙げた。長く陸上競技に打ち込んで十分な社業をしていなかった山田は、「海外での新規事業なら日本で勤めていた人間と条件が同じ」と考えて、1973年4月に東急ホテルズ・インターナショナルに出向した。その前にはTBSからラジオDJの話も持ち込まれたが、山田が相談した相手すべてに反対された。赤坂東急ホテルでの研修後にグアムの東急ホテルに勤務した。グアムでは日本人会の運動会の運営に当たったり、正月に日系ホテル対抗のマラソン大会を開いたりしたが、1974年にホテルは閉鎖、山田は残務を担当後に1975年春に帰国した。帰国後の山田はパン・パシフィック・ホテルズ日本地区営業部長として、環太平洋地区のホテルセールスを担当した。この間、NHK総合テレビの『テレビファソラシド』に、永六輔の推薦で「タレントではない人から話を聞く」コーナーのゲストに呼ばれ、好評だったためその後も数度にわたって出演した。
ホテル従業員として総支配人になることを目標とした山田は、1981年7月に韓国・慶州の東急ホテル総支配人に就任して単身赴任した。現地では自己の記録にちなむホテルの「801号室」に居住した。同年9月に1988年ソウルオリンピックの開催が決まると、韓国にいる山田に大韓陸上競技連盟からソウルの高校生選手を見る依頼があり、そのあとにはナショナルコーチ就任の誘いももたらされて前向きに検討していた。しかし、その矢先の10月19日に倒れて大邱の啓明大学校付属東山病院に入院、脳血栓により2日後に死去した。39歳没。妻との間には2人の男児をもうけていた。
山田の母校を運営する学校法人聖学院では、聖学院大学のキャンパスに「山田宏臣記念陸上競技場」が造られた。

## 著書
- 『スポーツ馬鹿 地獄へのジャンプー「8m」』講談社、1974年11月20日

## 山田宏臣を演じた俳優
- 照英（『ペルソナα ～伝えたい昭和の心～』／2005年10月29日 NHK総合テレビ）